# Ракхігархі
Ракхігархі (гінді राखीगढ़ी) — місто цивілізації долини Інду, що існувало понад 5000 років тому. Знаходиться в окрузі Гісар штату Хар'яна, Індія, приблизно за 150 км північно-західніше від Делі.
Місто розташовувалося неподалік від висохлого річища древньої річки Сарасваті — ця річка більшістю вчених асоціюється з річкою Гхаггар, яка колись протікала через ці землі, але, як вважають гідрологи, пересохла приблизно до 2000 року до н. е. (див. посуха 2200 року до н. е.).
Згідно версії археолога Джейн Макінтош — місто знаходиться в долині висохлої нині річки Дрішатваті, яка мала виток на гірському хребті Шивалік. Річка Чаутанг є притокою річки Сарсуті. Сарсуті в свою чергу є притокою річки Гхаггар-Хакра. На середину 2010-х дискусії про точне розташування річок в давнину не завершені, є низка невирішених питань.
Розмір та унікальність Рахігархі привернули увагу археологів. Він ближче до Делі, ніж інші великі міста Індської цивілізації, що вказує на поширення частини населення і культури Інду на Схід, через північну Індію. Поруч з містом знаходиться Мітатхал — інше велике, покинуте місто Індської культури. Так само відносно неподалік розташовані стародавні міста Індської долини, розташовані вздовж висохлої долини річки Калібанган, Кунал, Балу, Бхіранна, Банавалі.

## Опис міста
Ракхігархі значно перевищував за розмірами та за віком відоміші міста того часу Хараппу та Мохенджо-Даро. Площа Ракхігархі становила 350 га, що на 50 га більше, ніж Мохенджо-Даро.. Приблизно 2,5-3 тис. років до н. е. в Ракхігархі могло жити близько 40 тисяч осіб. Взимку жителі Ракхігарі і його передмість вирощували пшеницю, ячмінь, горох і вику, влітку вони вирощували пшоно, урад-дав, кінський нут і рис місцевого різновиду. Всі ці культури, за даними радіовуглецевого аналізу, вирощувалися місцевими жителями в 2700-2600 роках до н. е.. Ймовірно, рис був повністю одомашнений в Південній Азії окремо від цього процесу в Китаї і предком цього рису був, швидше за все, дикоростучий вид Oryza nivara.
Розкопки виявили добре сплановане місто, дороги завширшки 1,92 метра, трохи ширше, ніж в Калібангані. Кераміка схожа на знахідки у Калібангані та Банавалі. Знайдені ями, оточені стінами, імовірно це місця для жертвоприношень. Вогонь широко використовувався у релігійних церемоніях. У Рахігархі були виявлені вогняні жертовники і апсідальні структури.
Каналізаційні стоки для води, були облицьовані цеглою. Ці стоки були проведені до будинків, в будинках була організована каналізація по типу сучасної. Знайдено теракотові статуї, бронзові вироби, гребені, мідні рибні гачки, голка, теракотові пломби. Виявлено бронзове судно, прикрашене золотом і сріблом. Знайдений завод з виготовлення ювелірних прикрас та 3000 напівкоштовних каменів. Були знайдені інструменти для полірування каменів і спеціальні печі. Ознаки процвітаючою торгівлі можна побачити при розкопках — є знахідки ювелірних виробів і ваг. Знайдені тут вагові камені, аналогічні іншим, знайденим на багатьох інших містах Індської культури, що підтверджують наявність стандартизованих вагових систем.
З Рахігархі, Чанхударо і Хараппи відомі сліди бавовняної тканини, збережені на срібних або бронзових предметах.
У місті було зерносховище, що відноситься до часів розквіту Індської культури — між 2600-2000 роками до н. е.. Зерносховище зроблено з глиняних цеглин, підлога з ущільненої землі, заштукатурені зверху. Є 7 прямокутних камер. Значні сліди вапна і трави, що розклалася, знаходяться на нижній частині стіни зерносховища. Вапно в той час використовувалася як інсектицид, що запобігає грибковим утворенням на зерні. Трава використовувалася для вбирання вологи. З огляду на розміри, зерносховище було або державного масштабу, або приватним — для елітної верстви городян.

## Археологія
Відомі дев'ять курганів Ракхігархі, названі в порядку зростання від RGR-1 до RGR-9. Курган RGR-5 займає село Rakhishahpur і він не доступний для розкопок. Виявлено археологами в 1963 році. З тих пір Археологічна служба Індії провела докладні розкопки міста на площі понад 3 км². Місто мало дороги з твердим покриттям, дренажні системи, резервуари для води. Також були знайдені будови з використанням теракотової цегли — керамічні неглазуровані вироби з кольорової глини, що мають пористу будову.
Було виявлено 11 скелетів, похованих головами у північному напрямку. Поруч з цими скелетами була покладена посуд для повсякденного використання. Три жінки мали браслети на лівому зап'ясті. Біля одного жіночого скелета був знайдений золотий браслет. Крім того, напівкоштовні камені були знайдені біля голови, мабуть, будучи частиною якогось намиста. У кістках похованих були виявлені яйця паразитів.
Було виявлено цегляне зерносховище, що відноситься до зрілої хараппської фази (2600–2000 р. до н. е.) і мало 7 прямокутних або квадратних камер. Всього три шари ранньої, зрілої і пізньої стадій Індської цивілізації були знайдені в Ракхігархі і на кожному рівні місто перевищував за розмірами Хараппи і Мохенджо-Даро. У Ракхігархі загальна товщина шарів склала 22 метри, тоді як в Мохенджо-Даро тільки 17 метрів.
Виявлено цвинтар зрілого періоду Індської культури, в якому знайдено вісім могил. Тіла в цегляних могильних ямах, в одному випадку була дерев'яна труна. Різні типи могильних ям були підрізані, щоб утворити глиняний козирок що нависає, і тіло було поміщено під ним; а потім верхня частина могили була заповнена цеглою, щоб сформувати дах над могилою.
Виявлено поховання з 11 скелетами — голови повернені у північному напрямку. Поруч з головами зберігся посуд для повсякденного використання. У трьох жіночих скелетів є браслети на лівих зап'ястях. Біля одного жіночого скелета знайдений золотий браслет. Біля голови були напівкоштовні камені, що свідчить про те, що вони були частиною намиста. У квітні 2015 року було викопано чотири повних людські скелети з кургану RGR-7. Ці скелети належали двом дорослим чоловікам, одній жінці і одній дитині. Біля цих скелетів виявлені кераміка з зернами їжі, а також браслети. Оскільки скелети були розкопані без будь-якого забруднення, археологи вважають, що за допомогою новітніх технологій на цих скелети і отриманої ДНК можна визначити, як Хараппці виглядали як 4500 років тому.

## Палеогенетика
На початку 2015 року археологи Деканського коледжу та науково-дослідного інституту з Пуне витягли з кургану RGR-7 в Ракхігархі з усіма запобіжними заходами, щоб не забруднити сучасною ДНК, ще 4 скелета — двох чоловіків, жінку і дитину. Вони відносяться до розвиненого Хараппського періоду. Вивчати викопну ДНК будуть у південнокорейському Сеульському національному університеті. За даними керівника лабораторії древньої ДНК Палеоботанічного інституту імені Бірбала Сахні в Лакхнау (штат Уттар-Прадеш) Ніраджа Райян (Niraj Rai) в хараппських зразках з Ракхігархі немає Y-хромосомної гаплогрупи R1a. Таким чином, Теорія виходу з Індії не відповідає наявним палеогенетичним даним. Доктор Васант Шинде (VS Shinde) з Деканського коледжу в Пуне зазначив, що змішання жителів Центральної Азії, які говорять на арійських мовах, з корінними жителями Індійського субконтиненту відбулося між 1500 роком до н. е. та 1000 роком до н. е. з утворенням кластера ANI (Ancestral North Indian). ANI це змішаний кластер, який несе в собі сильну присутність Y-хромосомної гаплогрупи R1a. Кластер ASI (Ancestral South Indians) склався в результаті змішування іранських фермерів і місцевих дравидів. Підраховано, що змішання кластерів ANI і ASI відбулося після 500 року до н. е.. Стародавня ДНК з Ракхігархі не збіглася ні з ким-небудь із сучасних мешканців цих місць, а з ДНК представників дравідського племені ірула, яке живе в гірському масиві Нілгірі на півдні Індії в штаті Тамілнад. У жіночого зразка I6113 (2800-2300 р. до н. е.) з Ракхігархі була визначена мітохондріальна гаплогруппа U2b2, яка є майже ексклюзивною для Південної Азії і відсутня у мітохондріальних геномах, відомих у приблизно 400 стародавніх жителів Центральної Азії. Геном древньої жінки з Ракхігархі мав багато спільного з генетичним матеріалом 11 стародавніх зразків з Центральної Азії (3 з Гонур-Депе в Туркменістані та 8 з Шахрі-Сухте в Ірані). У жодного з цих зразків не було свідчень про походження, пов'язаного з «анатолійськими фермерами».